# Wolga-Rauke
Die Wolga-Rauke (Sisymbrium volgense) ist eine Pflanzenart aus der Gattung der Rauken (Sisymbrium) innerhalb der Familie der Kreuzblütengewächse (Brassicaceae).

## Beschreibung

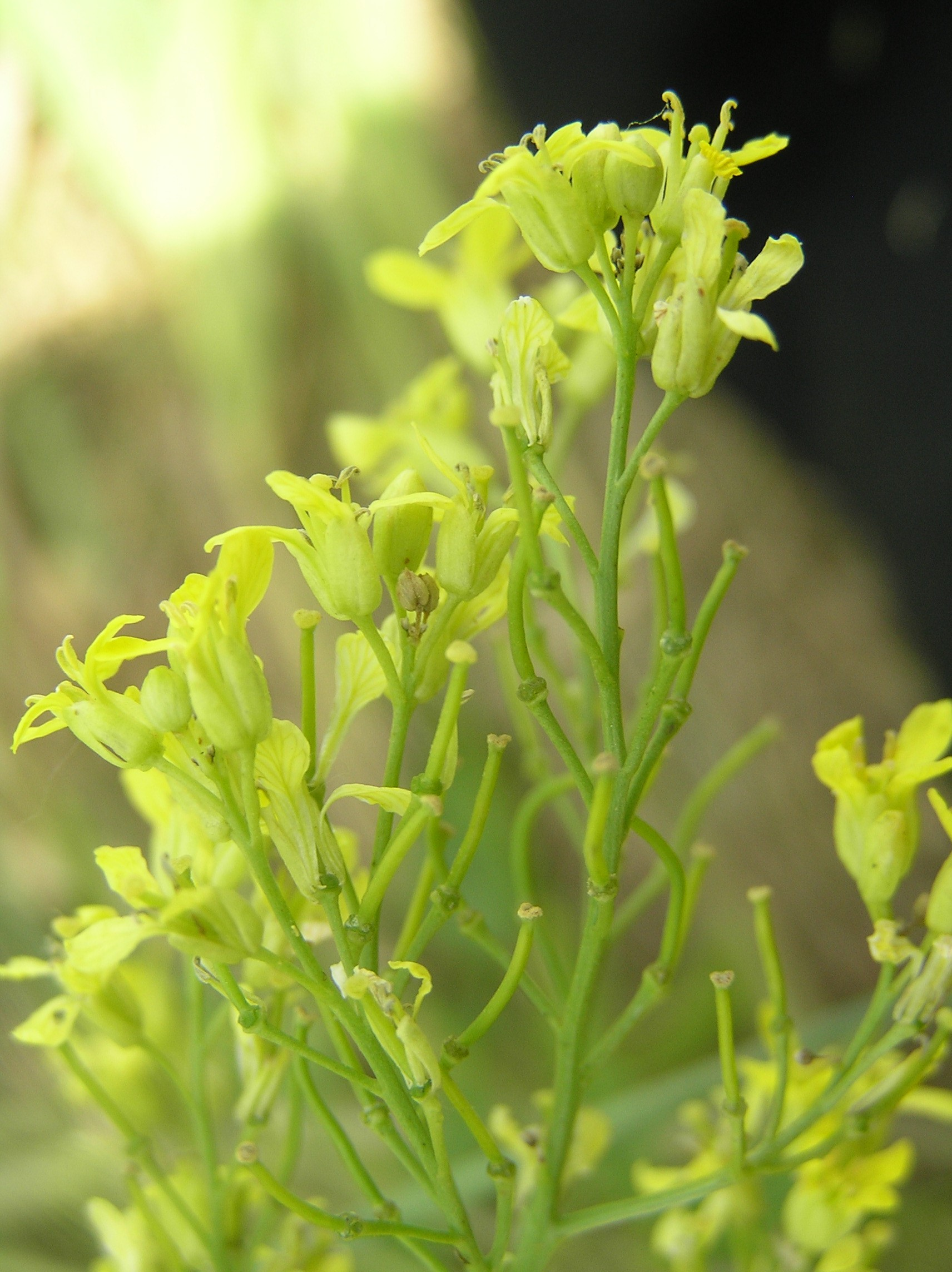
Ausschnitt eines Blütenstandes

Die Wolga-Rauke ist eine blaugrüne, aufrecht wachsende, sommergrüne, meist ausdauernde, krautige Pflanze, die Wuchshöhen von 30 bis 80 Zentimetern erreicht. Sie bildet ein kriechendes Rhizom. Die wechselständig angeordneten Laubblätter sind fast kahl, nur die unteren sind etwas behaart. Die größeren Stängelblätter sind dreieckig-eiförmig und leierförmig fiederspaltig, mit gezähnten Abschnitten.
Die Blütezeit reicht von Mai bis August. Der fast rispenartige Gesamtblütenstand ist aus kurzen traubigen Teilblütenständen zusammengesetzt. Die zwittrigen Blüten sind vierzählig. Von den vier 3,5 bis 5 Millimeter langen Kelchblätter sind die zwei äußeren unterhalb der Spitze gehörnt. Die vier freien, gelben Kronblätter sind 7 bis 9 Millimeter lang. Platte und Nagel der Kronblätter sind etwa gleich lang.
Die aufrecht abstehenden, etwas gebogenen, unter 1 Millimeter dicken Fruchtstiele sind 5 bis 8 Millimeter lang. Die Schoten sind 25 bis 50 Millimeter lang und 1 Millimeter breit. Die verlängert-ellipsoidischen Samen liegen zu etwa 20 in jedem Fruchtfach.
Die Chromosomenzahl beträgt 2n = 14.

## Ökologie
Wolga-Rauke handelt es sich um einen Hemikryptophyten. Die Wolga-Rauke ist eine lichtliebende Pionierpflanze.

## Vorkommen
Die Wolga-Rauke kommt natürlich in den Steppengebieten des südöstlichen Russlands vor. Sie ist gelegentlich in West-, Nord- sowie Mitteleuropa und in Nordamerika ein Neophyt und zum Teil auch eingebürgert. Sie gedeiht in Mitteleuropa auf trockenen, sommerwarmen  Ruderalstellen, gern zusammen mit der Graukresse (Berteroa incana) im Berteroetum aus dem Verband Dauco-Melilotion oder zusammen mit der Mäuse-Gerste (Hordeum murinum) im Hordeetum aus dem Verband Sisymbrion.

## Taxonomie
Schon Friedrich August Marschall von Bieberstein (1768–1826) verwendete den Namen Sisymbrium volgense. Die gültige Erstbeschreibung von Sisymbrium volgense erfolgte aber erst 1865 durch Eugène Pierre Nicolas Fournier (1834–1884) in Recherches anatomiques et taxonomiques sur la famille des Crucifères et sur le genre Sisymbrium en particulier. Paris, S. 97.